# Marie Woermann

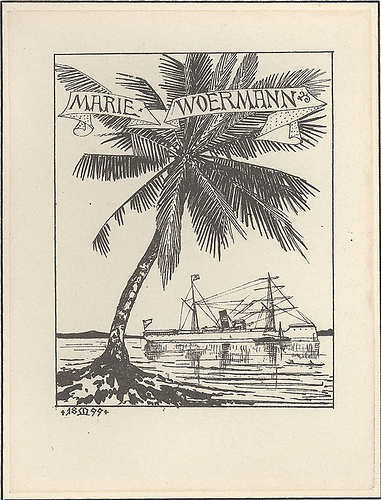
Zeichnung Woermanns von dem nach ihr benanntem Dampfer der Woermann-Linie

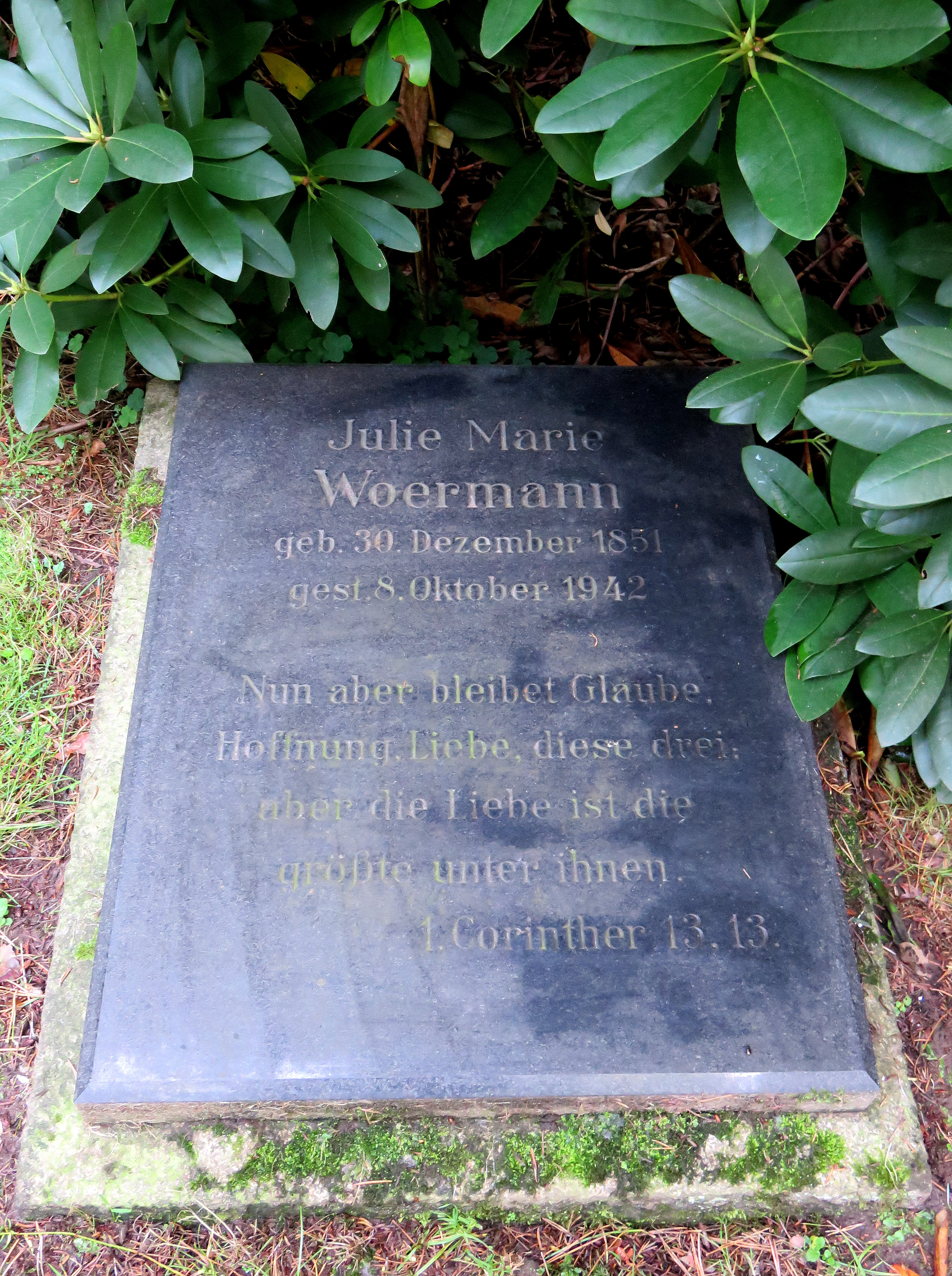
Kissenstein für Marie Woermann auf dem Friedhof Ohlsdorf

Marie Woermann (* 30. Dezember 1851 in Hamburg; † 8. Oktober 1942 ebenda) war eine Malerin und Grafikerin und Mitglied der Reederfamilie Woermann.

## Leben und Wirken
Woermann war die Tochter des Kaufmanns und Reeders Carl Woermann. Ihre Nichte Hedwig Woermann machte sich als Malerin und Bildhauerin einen Namen.
Woermann begann ihre Kunststudien beim Hamburger Impressionisten Thomas Herbst. Zunächst fertigte sie vor allem Kopien nach alten Meistern und Aquarelle in der Art der früheren Hamburger Freilichtmalerei. Nach weiterem Unterricht bei Gotthard Kuehl, Dozent der Hamburger Kunstgewerbeschule, wandte sie sich mehr realistischen und auch modischen Motiven zu, bis hin zu genreartiger Präsentation. Sie blieb unverheiratet und wohnte in Hamburg in der Wentzelstraße Nr. 19.
Sie war finanziell unabhängig und konnte sich – zusammen mit ihrer in Oslo geborenen Malerfreundin Emily Langberg (1851–1935) – ausgedehnte Studienreisen erlauben. Die Freundinnen reisten unter anderem nach Norwegen, Algier, Spanien, Ägypten, Syrien und Griechenland.
Marie Woermann starb 1942 in Hamburg und wurde auf der Grabanlage ihrer Familie auf dem Ohlsdorfer Friedhof im Planquadrat Q 24 (Grabnummern 76–79) beigesetzt. 
Das Postdampfschiff „Marie Woermann“ (gebaut 1887) wurde nach ihr benannt. Es verkehrte zwischen Hamburg über Rotterdam nach Liberia und hatte einen Raumgehalt von 1800 Registertonnen.

## Schriften
- Stammbaum der Familie Woermann nebst Mitteilungen zur Geschichte der Familie. [ca. 1906].